# Wilfried Nölle
Wilfried Nölle (* 6. Juli 1925 in Berlin) ist ein deutscher Indologe, Völkerkundler und Diplomat. Von 1985 bis 1988 war er deutscher Botschafter in Mosambik.

## Leben
Nölle wurde 1925 als Sohn des Politikers und Abgeordneten Aloys Nölle geboren. Von 1943 bis 1945 diente er als Soldat. Er studierte Orientalische Sprachen, Ethnologie und Vergleichende Religionswissenschaften an den Universitäten in Berlin, Marburg, Frankfurt am Main und Tübingen. 1951 wurde er an der Philosophischen Fakultät der Eberhard Karls Universität Tübingen mit der Dissertation Lehre und Kult der Kaulas. Ein Beitrag zur Geschichte der Durgā-Verehrung zum Dr. phil. promoviert. Danach war er in Tübingen und Chicago (USA) tätig. Er arbeitete als Feuilletonredakteur und beschäftigte sich mit dem Akkulturationsprozess in Pueblos von New Mexico.
Im Jahre 1960 trat er in den höheren Auswärtigen Dienst ein. Auslandsstationen führten ihn zunächst als Presseattaché nach Neu-Delhi (Indien), wo er auch Vorlesungen über deutsch-indische Geistesbeziehungen und indologische Themen am Birla College of Arts in Pilani (Rjastan) hielt. Danach war er Presseattaché von 1965 bis 1970 in La Paz (Bolivien) und von 1970 bis 1974 in Kuala Lumpur (Malaysia). Von 1974 bis 1977 war er Berater für lateinamerikanische Angelegenheiten in der Zentrale in Bonn sowie ministerieller Berater in der Deutschen Botschaft Ankara (Türkei). Von 1980 bis 1985 war er Vertreter des deutschen Botschafters und Gesandter in Peking (VR China). Von 1985 bis 1988 wirkte er als deutscher Botschafter in Maputo (Mosambik). Gleichzeitig war er für Swasiland nebenakkreditiert.
Er war Honorarprofessor an den Universitäten in La Paz und Ankara und wurde Mitglied der Königlichen Spanischen Akademie für Geschichte in Madrid. Er verfasste u. a. eine Biographie zu Otto Philipp Braun (1969).
Nölle ist verheiratet und Vater eines Kindes.

## Auszeichnungen
- 1983: Bundesverdienstkreuz
- 1988: Bundesverdienstkreuz I. Klasse

## Schriften (Auswahl)
- Völkerkundliches Lexikon. Sitten, Gebräuche und Kulturbesitz der Naturvölker (= Goldmanns gelbe Taschenbücher. Bd. 582). Goldmann, München 1959.
- Die Indianer Nordamerikas (= Urban-Bücher. 39). Kohlhammer, Stuttgart 1959.
- Wörterbuch der Religionen. Die Glaubenslehren der Völker	(= Goldmanns gelbe Taschenbücher. Bd. 642/643). Goldmann, München 1960.
- Die grossen Religionen (= Hallwag-Taschenbücher. Bd. 62). Hallwag, Bern 1960.
- mit Volker Moeller, Joachim-Friedrich Sprockhoff (Hrsg.): Von Buddha zu Gandhi. Aufsätze zur Geschichte der Religionen Indiens. [Helmuth von Glasenapp. Zu seinem 70. Geburtstag am 8. September 1961 im Namen seiner Schüler].  Harrassowitz, Wiesbaden 1962.
- Ozean der Märchenströme. Indische Märchen (= Goldmanns gelbe Taschenbücher. Bd. 1546). Goldmann, München 1964.
- Helmuth von Glasenapp. Interpreter of Indian thought (= South Asian Studies). Max Mueller Bhavan, Neu-Delhi 1964.
- La vida de Otto Felipe Braun, Gran Mariscal de Montenegro, a través de cartas y documentos de la épocha. Centro Cultural Alemán, La Paz 1969.